# Kill Rock 'n Roll
Kill Rock 'n Roll è un singolo del gruppo musicale statunitense System of a Down, pubblicato il 6 giugno 2006 come terzo estratto dal quinto album in studio Hypnotize.

## Descrizione
Apparentemente il testo si riferisce alle molte rockstar uccise dall'abuso di droga (Eat all the grass that you want "mangia tutta l'erba che vuoi"). La stessa band ha tuttavia fornito una spiegazione differente: la traccia ricorda un coniglio (da lui battezzato "Rock 'n Roll") che il chitarrista Daron Malakian investì e uccise.

## Tracce
CD promozionale (Stati Uniti)
1. Kill Rock 'n Roll (Edit) – 2:33
2. Kill Rock 'n Roll (Album Version) – 2:28

## Formazione
Hanno partecipato alle registrazioni, secondo le note di copertina di Hypnotize:
Gruppo
- Daron Malakian – voce, chitarra, basso,[5] tastiera[5]
- Serj Tankian – voce, tastiera, arrangiamento strumenti ad arco
- Shavo Odadjian – basso
- John Dolmayan – batteria

Altri musicisti
- Mark Mann – arrangiamento strumenti ad arco

Produzione
- Rick Rubin – produzione
- Daron Malakian – produzione
- Andy Wallace – missaggio
- David Schiffman – ingegneria del suono
- Jason Lader – montaggio
- Dana Nielsen – montaggio
- Phillip Broussard – assistenza tecnica
- Vartan Malakian – artwork
- System of a Down – design
- Brandy Flower – design
- Vlado Meller – mastering

## Classifiche
| Classifica (2006)             | Posizione massima |
| ----------------------------- | ----------------- |
| Stati Uniti (mainstream rock) | 38                |